# WebOS
webOSは、2009年から旧Palm（現在HPの一部門） によって開発された、スマートフォンやタブレットなど携帯機器向けのオペレーティングシステムおよび Linux と WebKit を中核としたソフトウエアプラットホームである。
2011年にはHPが独自開発を放棄してオープンソース化され、2013年に韓国LGがHPから事業を取得した。LGはwebOSを主としてスマートTVのOSとして利用すると目されていたため、この取り引きはwebOSの汎用モバイルOSとしての事実上の死を意味するとメディアに評された。
以上の目まぐるしい変遷ゆえに、Palm webOS、HP webOS、Open webOS、LG webOSといった名称も用いられる。

## 概要
2009年1月ラスベガスのConsumer Electronics Show（CES）にて初代webOS搭載機としてPalm Pre（米Sprint Nextel社2009年6月6日発売）が発表された。Palm Treoの販売低迷、モバイルコンパニオンPalm Foleoの販売中止と経営が危ぶまれていたパーム社が、Apple幹部であったジョン・ルビンスタインを経営者に迎えて起死回生を掛け開発したため、世界的に成功を収めつつあるiPhoneを強く意識した設計となっている。
iPhoneと同様にiTunesとの同期が可能（Palm Media Sync）で、マルチタッチスクリーンをサポートしている。自機とウェブ上の情報をシームレス検索する｢ユニバーサル検索｣・｢Twitter検索｣・Palm　Pre、PC、Webサイト上のアカウント情報などを一元管理できる「Palm Synergy」機能を備える。
マルチタスク機能を備え、HTML5、JavaScript、CSSなどのウェブ標準技術によるアプリケーション開発を前提としており、インターネットとの融合を強く意識した設計となっている。
開発環境としてwebOS SDK（Palm Mojo SDK）を提供し、Palm Pre用アプリケーションストア「App Catalog」を開設している。
従来のPalm OS開発者向けに「Classic」というPalm OS用エミュレーターも提供すると発表された。
ウェブブラウザはiPhone同様WebKitをベースにストリーミングビデオ（RTSP、H.263、H.264）をサポートする。アドビシステムズもwebOS用Flash Playerを10.1以降から提供している。
2011年7月1日にHP TouchPadを発売。
2011年8月18日、HPはwebOS事業の閉鎖を発表した。発売したばかりの HP TouchPad 、HP Pre 3を含め、全商品の生産終了が発表された。しかし同年9月22日にCEOに就任したメグ・ホイットマンが事業継続に再びかじを切り、12月9日にオープンソース化を発表した。
2013年2月26日、LGはwebOS事業をHPから取得した。2014年、LGの薄型TVの一部にwebOSが搭載され販売されている。
CES 2017において、LGはwebOSを用いたスマート冷蔵庫を発表した。
2018年3月18日、LGはwebOSのオープンソース版を発表した。
2021年2月24日、LGは、自社製テレビに搭載しているOS「webOS」を他社にも提供すると発表した。